# Hîncești
Hîncești est une ville de Moldavie ayant en 2014 une population de 12 491 habitants. Elle se trouve à 36 km au sud-oust de Chișinău, dans la vallée du Cogâlnic, et elle est le chef-lieu d'un arrondissement homonyme.

## Histoire
Hîncești est attestée à partir d'un édit du 17 août 1522, à l'époque de la principauté de Moldavie, comme marché et bourg agricole à la bifurcation des routes Chișinău-Leușeni et Chișinău-Leova-Frumoasa. Son nom provient de son fondateur, le boyard moldave Mihalcea Hîncu (prononcer Houncou). Il comportait alors plusieurs halles, auberges, étables et enceintes pour abriter les troupeaux, et des gens d'armes pour protéger et surveiller le tout.
Après la guerre russo-turque de 1806-1812, alors que l'est de la Moldavie, désormais nommé Bessarabie, est annexé par l'Empire russe, Manouk bey Marzayian, grand négociant arménien possédant des auberges dans les principautés danubiennes (la plus connue, restaurée (en), se trouve à Bucarest), obtient du tzar russe l'autorisation, en remerciement pour ses services de drogman (diplomate et traducteur) l'autorisation de garder ses propriétés dans le territoire devenu russe en 1812. Peu après, il les revend et achète à la princesse Dolgoroukova le manoir et le vaste domaine confisqués à la famille Hâncu, qu'elle avait reçu du Tzar à Hîncești, mais qui ne l'intéressaient guère. Manouk bey Marzayian s'établit à Hîncești et y gère le marché jusqu'à sa mort.
Dans les années 1880 les recensements russes comptent à Hîncești 5.098 habitants, 587 foyers fiscaux, une trentaine d'églises orthodoxes, deux synagogues, deux écoles publiques, trois paroissiales et une talmudique, un hôpital, trois tanneries, six teintureries, une distillerie, une briqueterie et une fabrique de bougies et cierges.
Avant la Seconde Guerre mondiale, en 1930, il y avait 1.523 Juifs à Hîncești. En juin 1940, conformément au pacte germano-soviétique, l'URSS occupe la région et y persécute et déporte tous les habitants qui avaient servi l'État roumain (fonctionnaires, enseignants, prêtres) avec leurs familles. Un an plus tard, en juillet 1941, la Roumanie, entre-temps devenue fasciste et gouvernée par le maréchal Ion Antonescu , récupère la région, accuse tous les Juifs indistinctement d'avoir soutenu l'occupant soviétique, et ordonne à l'armée roumaine d'assassiner plus de 100 Juifs lors d'une exécution de masse perpétrée dans une tranchée à l'extérieur de la ville ; les autres, astreints à des travaux forcés, vivent dans la crainte d'être déportés vers la zone d'occupation roumaine en Ukraine et ne doivent leur salut qu'au retour de l'Armée rouge en août 1944.
De 1944 à 1965 le bourg est rebaptisé Kotovskoe par les Soviétiques en l'honneur d'un natif local, le communiste Grigori Kotovski, officier et commissaire politique dans l'Armée rouge durant la guerre civile russe. En 1965 le nom est modifié en Kotovsk à l'occasion de la transformation de la commune en municipalité. Lors de la glasnost et de la perestroïka, peu avant l'indépendance de la Moldavie, en 1990, la ville reprend son nom moldave de Hîncești.

## Démographie
| Groupe ethnique   | Part    |
| ----------------- | ------- |
| Moldaves-Roumains | 89,06 % |
| Russes            | 4,17 %  |
| Ukrainiens        | 3,65 %  |
| Roms              | 1,02 %  |
| Bulgares          | 0,54 %  |
| Gagaouzes         | 0,25 %  |
| Autres            | 1,29 %  |